# Маслов, Геннадий Семёнович
Геннадий Семёнович Маслов (род. 20 января 1952, Казань) — советский и российский хоккеист, нападающий, тренер. Мастер спорта СССР. Заслуженный тренер России.

## Биография
Отец умер, когда Маслову было 10 лет. До пятого класса учился на четвёрки и пятёрки, затем стал основное время уделять хоккею, и из девятого класса его выгнали. Воспитанник казанской «Стрелы», первые тренеры Равиль Сайфутдинов, Константин Мартьянов. В сезоне 1968/69 дебютировал в первой группе класса «А» за СК им. Урицкого. За три сезона в 127 играх забросил 42 шайбы. В мае 1971 года был призван в армию и стал играть за СКА (Куйбышев) во второй лиге. Выступал под 11 номером в первой тройке нападения с капитаном Анатолием Левченко и Станиславом Тикшаевым, забросил 50 шайб. Всего сыграл за клуб во второй лиге 67 игр, забросил 68 шайб. Летом 1972 года был на сборах в ЦСКА. В декабре 1972 года был переведён в клуб высшей лиги СКА (Ленинград), в 16 матчах забил 6 шайб.
В начале сезона 1973/74 провёл пять матчей за «Крылья Советов», забил две шайбы и вернулся в СК им. Урицкого, где в первенстве второй лиги забил 57 шайб.
Перед сезоном 1974/75 перешёл в «Крылья Советов», которые как и казанская команда курировались Министерством авиационной промышленности СССР. Играл в третьем звене с Владимиром Расько и Константином Климовым. Участник гостевых матчей с командами АХЛ на рубеже 1974—1975 годов. Участник гостевого матча против «Баффало Сейбрз» (6:12; 4 января 1976). В 1976 году в связи с тяжёлой болезнью тёщи Маслов с женой вернулись в Казань.
После возвращения отыграл в СК им. Урицкого девять сезонов. Всего за 12 сезонов в клубе провёл 714 игр, забросил 556 шайб. Рекордсмен по очкам за один сезон — 1982/83 — 140 очков (84+56) в 76 играх.
В 1985—1993 годах — тренер СДЮСШОР СК им. Урицкого.
Первый тренер созданной перед сезоном 1991/92 казанской команды «Тан». В сезоне 1993/94 играл за «Тан» — 32 игры, 16 голов и «Нефтяник» Альметьевск — 17 игр, 7 голов.
В сезоне 1997/98 сыграл один матч за «Ак Барс-2» в открытом чемпионате России.
Тренер «Ак Барса-2» в сезонах 1995/96 — 2007/08.

## Достижения
- Серебряный призёр чемпионата СССР (1974/75)
- В составе 33 лучших хоккеистов СССР (1974/75)
- «Лучший игрок первой лиги» (1976/77)
- Чемпион открытого первенства России (1993/94)